# Rakija
Rakija ou rakia ( /ˈrɑːkiə,_ˈræʔ,_rəˈkiːə/ ) é o termo coletivo dado para uma popular bebida nos Balcãs . O teor alcoólico da rakija é normalmente de 40% ABV, mas a rakija produzida em casa pode ser mais forte (geralmente 50%).  